# Кова-Мару
Кова-Мару — транспортне судно, яке під час Другої світової війни взяло участь у операціях японських збройних сил в архіпелазі Бісмарка.

## Передвоєнна історія
Кова-Мару спорудили в 1940 році на верфі Nakata Zosen в Осаці для компанії Sanko Kisen.
2 лютого 1941 судно реквізували для потреб Імперського флоту Японії та призначили для переобладнання в канонерський човен. Відповідні роботи з модернізації провадились на верфі Mitsubishi Heavy Industries у Хукошимі та завершились 30 грудня 1941.
Станом на середину 1943-го Кова-Мару було озброєне двома 80-мм гарматами, одним 13-мм кулеметом Type 93, 1 6,5-мм кулеметом Type 3 та могло приймати 12 глибинних бомб (на початку служби як канонерський човен мало 8 глибинних бомб).

## Служба як канонерський човен
Після переобладнання судно призначили для патрулювання у Цусімській протоці, чим воно займалось до середини березня 1942-го.
16 березня Кова-Мару прибуло на східне узбережжя Японії до Йокосуки. 18 квітня під час першого нальоту американської авіації на Японію цілий ряд японських патрульних кораблів став цілями для ворожої авіації. Кова-Мару, який перебував у районі за дев'ять сотень кілометрів на схід від Токіо, був поцілений бомбою та зазнав пошкоджень.
До кінця листопада 1942-го Кова-Мару провадив патрулювання на схід від Японського архіпелагу, діючи переважно з бази в Йокосуці, а з кінця лютого 1943-го — з Нагаури (східне узбережжя Токійської затоки).
З червня 1943-го знову неодноразово відвідував Йокосуку, а з 5 по 17 вересня перебував на острові Парамушир (Курильські острови).

## Служба як військовий транспорт
З 1 жовтня 1943-го Кова-Мару перекласифікували з допоміжного канонерського човна в допоміжний транспорт.
У період з 27 жовтня по 16 листопада судно знову перебувало на Курильських островах, цього разу на острові Ітуруп.

## Рейс до аріхпелагу Бісмарка
20 січня 1944-го Кова-Мару у складі конвою № 3120 вирушило з Йокосуки через Сайпан (Маріанські острови) на Трук (головна база японського ВМФ у Океанії, розташована в центральній частині Каролінського архіпелагу), куди прибуло 4 лютого. Ймовірно, 10 лютого воно вийшло звідси разом з конвоєм № 1123, що прямував до Рабаулу (головна передова база в архіпелазі Бісмарка, звідки провадились операції на Соломонових островах та сході Нової Гвінеї). Втім, місцем призначення Кова-Мару була друга за значенням японська база в архіпелазі Бісмарка — Кавієнг на острові Нова Ірландія, куди судно прибуло 13 лютого (можливо відзначити, що практично в цей же період, 17—18 лютого, база на Труці стане ціллю для нищівного рейду авіаносного з'єднання, після чого втратить своє значення).
20 лютого Кова-Мару приєдналось до конвою O-003, котрий вийшов з Рабаулу на Палау (західні Каролінські острови). У середині дня 21 лютого біля північного узбережжя острова Новий Ганновер конвой атакували 15 літаків B-25 «Мітчелл», які поцілили та потопили Кова-Мару, загинуло 22 члени екіпажу (у підсумку O-003 буде практично повністю знищений та стане останнім конвоєм, котрий вийшов із Рабаулу).